# Deixa els ossos
Deixa els ossos (títol original en anglès, Kite Zo A: Leave the Bones) és una pel·lícula documental canadenca del 2022, dirigida per Kaveh Nabatian. Es tracta d'un retrat sensorial dels rituals a Haití. S'ha subtitulat al català.
La pel·lícula es va estrenar al Festival de Nou Cinema de Montreal de 2022, seguida d'una estrena internacional al festival de cinema de South by Southwest de 2023.